# 高崎晃
高崎晃（1961年2月22日—），生於日本大阪，是著名重金屬樂團響度樂團的吉他手。他以身為反手點弦技術之開創者而聞名，被譽為日本吉他之神。
在2007年所公認的前50大日本吉他手的排行榜中，高崎晃獲得第一名，許多後輩吉他手也深受其影響，如：Hide、Pata、Sugizo等。
其著名的反手點弦技術，可參考響度樂團的專輯傭兵戰場。